# گل (ورزش)

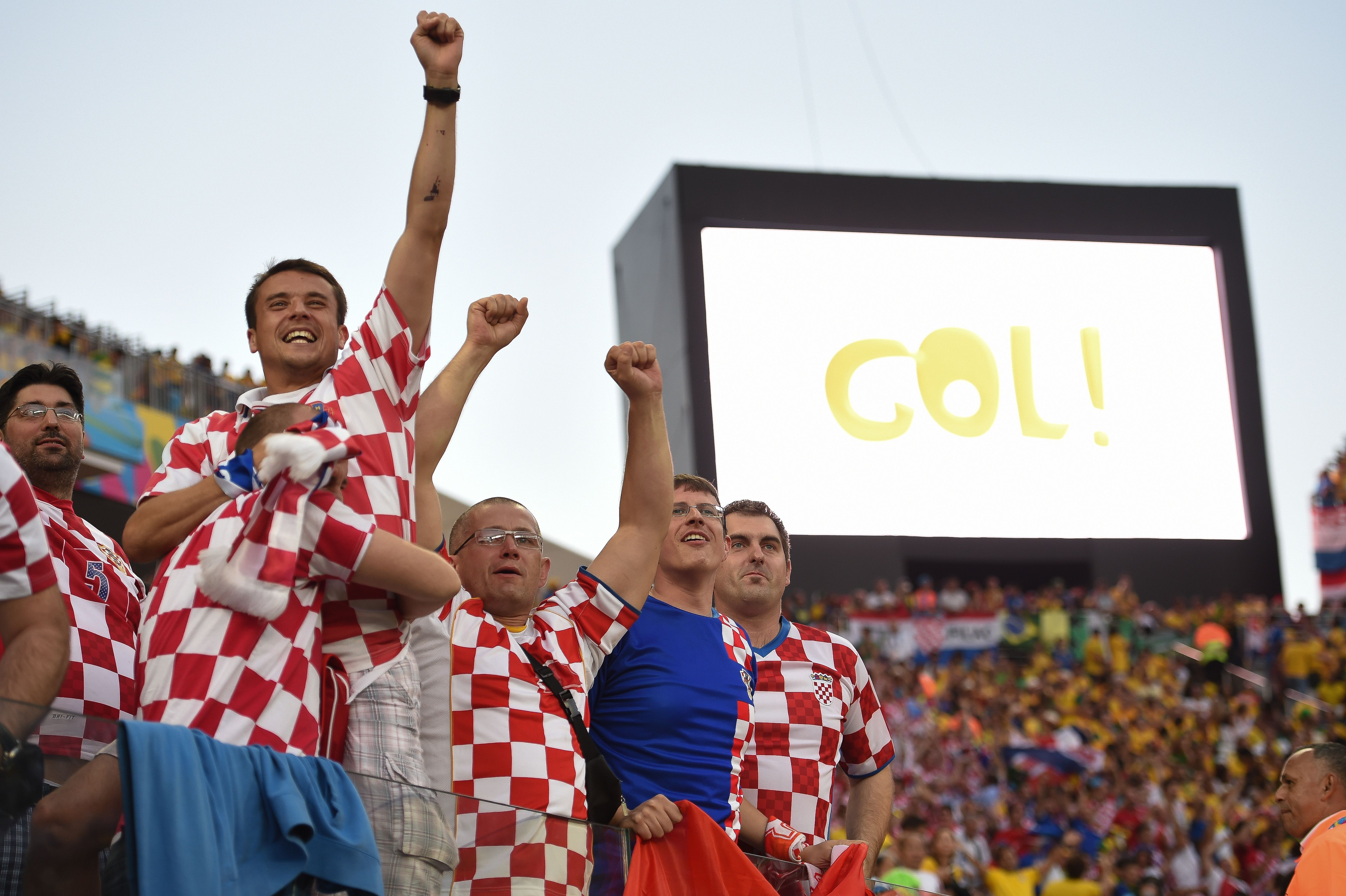
نمایی از خوشحالی هوادارانی کراواتی ، پس از به ثمر رسیدن گل، در جام جهانی ۲۰۱۴ - در اسکوربورد ورزشگاه عبارت گل نیز به نمایش درآمده‌است.

گُل (به انگلیسی: Goal) اشاره به یک روش امتیازدهی دارد که در بسیاری از ورزشها مورد استفاده قرار میگیرد. واژه گُل همچنین میتواند به ساختارِ فیزیکیِ واقع در محل بازی که امتیازدهی در آن صورت میگیرد گفته شود.
در برخی از ورزشها هر گل ارزش یکسانی دارد و تنها معیار برای سیستم امتیازدهی به حساب می‌آید بنابراین امتیاز نهاییِ هر تیم بستگی به تعداد گلهای دارد که در طول بازی بدست می آورد.اما در برخی دیگر از ورزشها تنها شمارش تعداد گلها یگانه معیار برای امتیازدهی به حساب نمی‌آید بلکه بسته به شرایط، هر گل میتواند ارزش امتیازگیری متفاوتی را داشته باشد.
برای مثال در رشته ی فوتبال هر گل معادل یک امتیاز است اما در رشته ی بسکتبال هر گل می‌تواند یک امتیاز( ضربات پنالتی )، دو امتیاز و سه امتیاز داشته باشد.
انواع گل در فوتبال:ضربه ایستگاهی، ضربه سر، شوت، سولوگل، المپیکو، قیچی، گل به خودی، پنالتی و.....
بیشترین گل را در دنیا فوتبال رونالدو زده است. علی دایی با109 گل بهترین گلزن ایران است و بالاتراز ان مسی و رونالدو هستند 

زدن 2گل در یک مسابقه را دبل زدن3گل را هتریک و زدن 4گل را پوکر مینامند 